# Egyesült Közép-afrikai labdarúgó-szövetségek
Az Egyesült Közép-afrikai labdarúgó-szövetségek (angolul: Central African Football Federations' Union, franciáu: Union des Fédérations de Football d'Afrique Centrale, portugálul: União das Federações Centroafricanas de Futebol, spanyolul: Unión de Federaciones de Fútbol de África Central, rövidítve: UNIFFAC) egyike az Afrikai Labdarúgó-szövetség regionális szövetségeinek.

## Tagállamok
A szövetségnek 8 teljes jogú tagállama van.
- Csád
- Egyenlítői-Guinea
- Gabon
- Kamerun
- Kongó
- Kongói DK
- Közép-afrikai Köztársaság
- São Tomé és Príncipe

## Labdarúgó-események
- CEMAC-kupa

## Külső hivatkozások
A CAF hivatalos weboldala